# 포르트아벤투라 공원

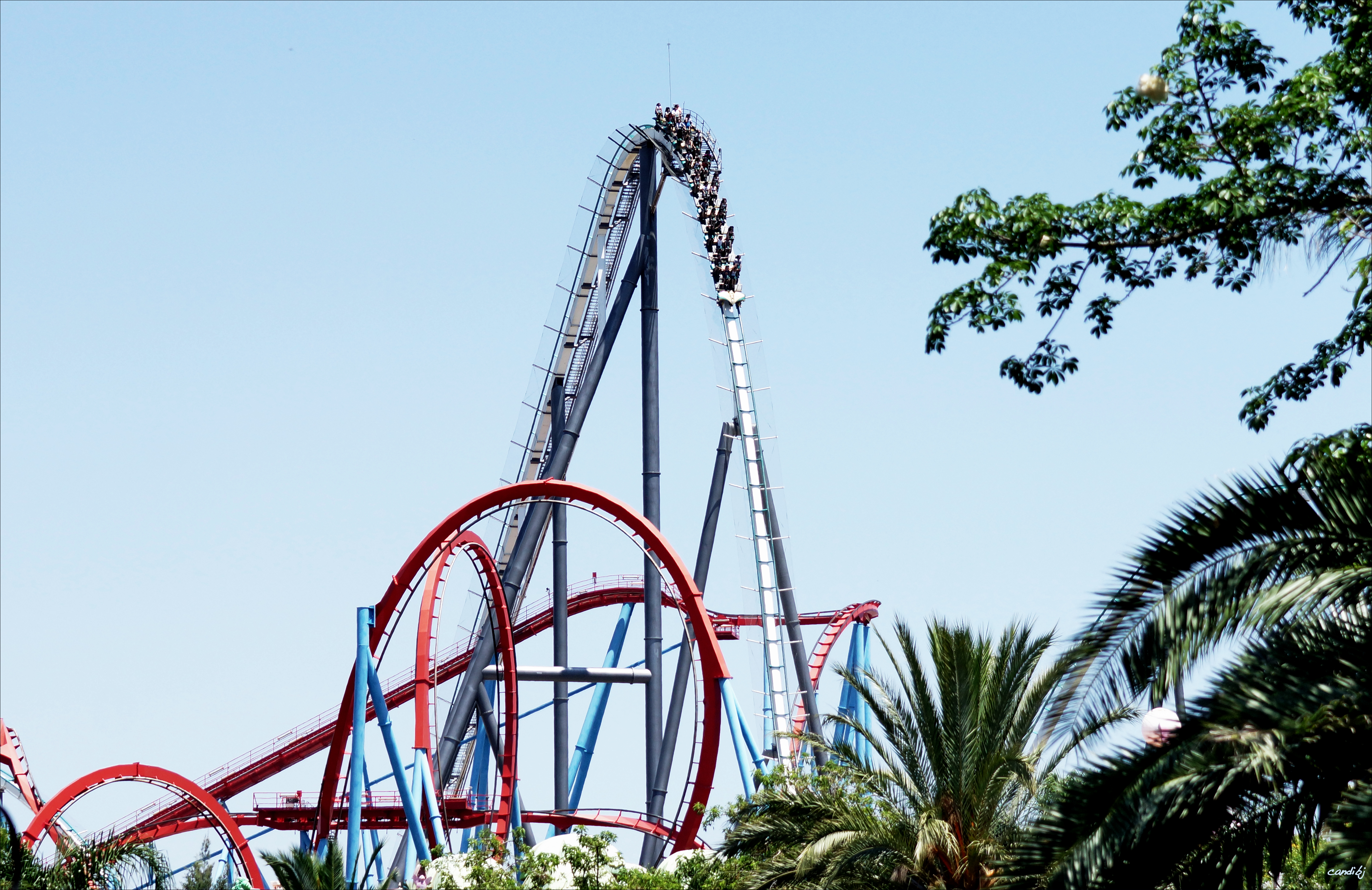

포르트아벤투라 공원(카탈루냐어: PortAventura Park, 스페인어: PortAventura Park)는 스페인 바르셀로나 남쪽에 위치한 도시 살로우에 있는 놀이공원이다. 포르트아벤투라는 유럽에서 6번째로 관광객이 많은 놀이공원이다.

## 같이 보기
- 포르트아벤투라 월드